# 由水沙季
由水 沙季（よしみず さき、1995年7月13日 - ）はユニバーサルエンターテインメントに所属する陸上競技選手。中距離走、長距離走。

## 高校駅伝
筑紫女学園高時代は3年連続で全国高校駅伝に出場。1年次には後にユニバーサルエンターテインメントでもチームメイトとなる木村友香から襷を受け、2区区間11位だった。この時の区間賞は横江里沙（須磨学園）で、2年後1区で再戦となる関根花観（区間4位、仙台育英）、松田瑞生（区間10位、大阪薫英女学院）らにも及ばなかった。しかし2年次、3年次に2年連続1区区間賞を記録。2年次には4秒差で2位だった大森菜月（大阪薫英女学院）、3年次には2秒差で3位だった関根、松田、上原美幸（鹿児島女）ら高校卒業後も活躍した選手を抑えての快挙であった。

## 主な記録
| 年     | 大会                       | 種目  | 順位           | 備考           |
| ------ | -------------------------- | ----- | -------------- | -------------- |
| 2012年 | インターハイ               | 1500m | 2位            |                |
|        | 第24回全国高校駅伝         | 1区   | 区間賞         | 筑紫女学園4位  |
| 2013年 | 福岡国際クロスカントリー   | Jr6km | 2位            |                |
|        | 世界クロスカントリー選手権 | Jr6km | 24位           | 日本チーム4位  |
|        | インターハイ               | 1500m | 3位            |                |
|        | 第25回全国高校駅伝         | 1区   | 2年連続 区間賞 | 筑紫女学園17位 |
| 2014年 | 国民体育大会               | 1500m | 6位            |                |
| 2015年 | 関東陸上選手権             | 1500m | 2位            |                |
| 2016年 | 関東陸上選手権             | 1500m | 優勝           |                |
|        | 全日本実業団陸上選手権     | 1500m | 10位           |                |
| 2017年 | 全日本実業団陸上選手権     | 1500m | 13位           |                |